# Robert Zelčić
Robert Zelčić (* 21. September 1965 in Zagreb) ist ein kroatischer Schachspieler und -trainer.
Die kroatische Einzelmeisterschaft konnte er dreimal gewinnen: 1996, 1998 in Pula und 2003 in Rabac. Er spielte für Kroatien bei sechs Schacholympiaden: 1998 und 2002 bis 2008 und 2014. Außerdem nahm er sechsmal an den europäischen Mannschaftsmeisterschaften (1997 bis 2007) teil. Bei der FIDE-Schachweltmeisterschaft 1999 in Las Vegas scheiterte er in der ersten Runde an Alexei Drejew.
In Österreich spielte er für den SV Schwarzach im Pongau.
Im Jahre 1990 wurde ihm der Titel Internationaler Meister (IM) verliehen, 1997 der Titel Großmeister (GM). Seit 2005 trägt er den Titel FIDE-Trainer.
| Hier fehlt eine Grafik, die leider im Moment aus technischen Gründen nicht angezeigt werden kann. Wir arbeiten daran! |